# Enciclopedia bresciana
L'Enciclopedia bresciana è una enciclopedia, nata dall'idea di Antonio Fappani, monsignore e storico della cultura bresciana.

## Storia editoriale
Autore di ben oltre 540 pubblicazioni, il Fappani la realizzò nei primi anni settanta, a celebrazione dell'allora ormai prossimo 80° di fondazione de "La Voce del Popolo" (1893-1973). Fu pubblicata a fascicoli inseriti nel settimanale bresciano: il primo fascicolo è del 1º dicembre 1972. In seguito furono editi interi volumi, fino al 1987; dopo quattro anni di interruzione, fu pubblicato l'VIII volume nel 1991.
L'opera completa è di 22 volumi, l'ultimo dei quali pubblicato nel 2007, e comprende 51.324 voci.

## Volumi
L'enciclopedia è suddivisa in un totale di ventidue volumi, ordinati in successione alfabetica con anno di prima edizione. L'elenco completo è il seguente:
- I: A - B (1974)
- II: C - Cont (1974)
- III: Conv - E (1978)
- IV: F (1981)
- V: G - Gn (1982)
- VI: Gnu - I (1985)
- VII: J - L (1987)
- VIII: M - Masi (1991)
- IX: Masn - Mo (1992)
- X: Morg - Ol (1993)
- XI: Om - Pala (1994)
- XII: Palc - Pe (1996)
- XIII: Ph - Po (1996)
- XIV: Pr - Re (1997)
- XV: Rh - Sac (1999)
- XVI: Sad - Sch (2000)
- XVII: Sci - Son (2001)
- XVIII: Sop - Ti (2002)
- XIX: Tie - Ud (2004)
- XX: Ue - Ve (2005)
- XXI: Vet - Vu (2007)
- XXII: W - Z (2007)

## Edizioni
L'edizione corrente è quella che va dal 1974 al 2007, con ISBN 978-88-614-6003-4. Al momento per i volumi esauriti non sono previste ristampe, ma è possibile richiedere copie anastatiche.

## Versione on-line
Nel 2021 viene ultimato il processo di digitalizzazione dell'Enciclopedia Bresciana per un totale di 51.703 voci. Il progetto fu avviato in seguito ad uno studio di fattibilità grazie a una intuizione dello stesso Antonio Fappani.